# Abohar
Abohar är en stad i delstaten Punjab i norra Indien, och är den största staden i distriktet Fazilka. Abohar ligger 42 kilometer nordost om Sri Ganganagar och sydost om Fazilka. Folkmängden uppgick till 145 302 invånare vid folkräkningen 2011. Abohar är en av de största bomullsproducenterna i norra Indien och har också stora odlingar av en citrusfrukt som kallas kinno eller kinnow.
Abohar har väl utbyggd kommunikation, både vad gäller vägnät och tågförbindelser. Närmaste flygplats ligger i Bathinda.

## Historia
Vid floden Satluj låg för 550 år sedan staden Abha Nagari. Ruinerna av Abha Nahari kan beskådas i Abohar som en stor dyn som lokalt har namnet Theh. I dynen sägs en av kungarna i den mytologiska Suryavanshi-dynasin, Aabu-Chandni, vara begravd. Det finns fler dyner i närområdet, bland annat Panjpeer.
Vid delningen av Indien i samband med självständigheten 1947 var staden skådeplatsen för en blodig uppgörelse mellan hinduer och muslimer. 

## Naturreservat
15 kilometer från staden Abohar finns ett naturreservat som avsattes provisoriskt 1975, “Abohar Wildlife Sanctuary”. 2000 fick reservatet fullgott skydd under Wild Life Protection Act (1972). Reservatet är 186,5 km2 stort och består av tropisk blandskog. Befolkningen i de tretton byar som ligger inom området använder khejariträdet (Prosopis cineraria) som förekommer rikligt i reservatet, som en viktig näringskälla.
Djurlivet i reservatet omfattar nilgauer, piggsvin, schakaler, varg, afrikansk vildkatt (falbkatt), vildsvin samt många arter av fåglar. Nilguerna har hotats av en ökande stam av vildhundar, men åtgärder har vidtagits och stammen är nu närmare 3000 individer i området (2013). Under sommaren har området monsunregn, varför reservatet bäst besöks under vinterhalvåret, det vill säga från oktober till mars månad.